# 沙湾南站
沙湾南站是成昆铁路新建复线峨广铁路上的车站，位于四川省乐山市沙湾区余溪村。2022年12月26日，沙湾南站正式投入使用。

## 车站结构
沙湾南站站房地上二层、局部地下一层，建筑面积约3000平方米。站房外立面设计融入彝族樂山郭沫若故居元素。候车室最高聚集人数400人。沙湾南站站场规模2台4线。